# Johann Wolf

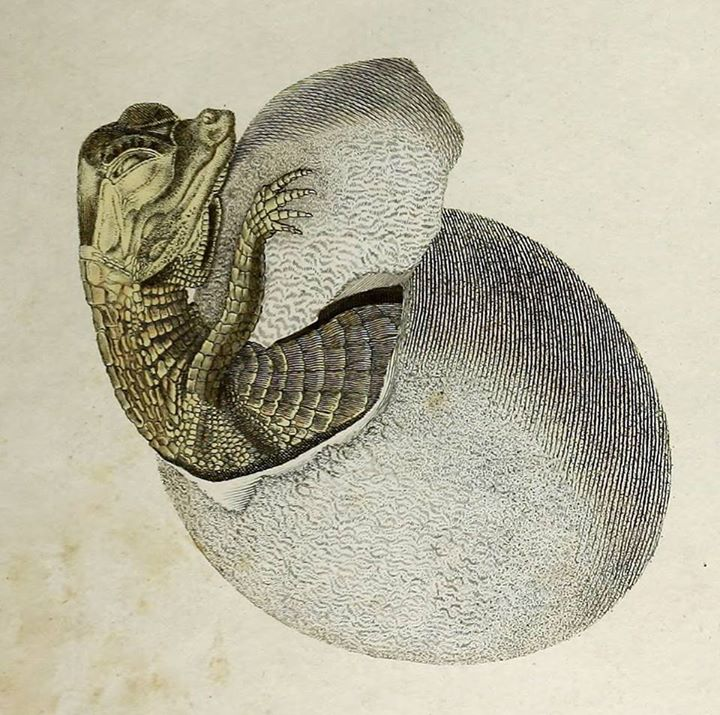
Grabado coloreado de la eclosión de Crocodylus niloticus del volumen 2 de "Abbildungen und Beschreibung merkwürdiger naturwissenschaftlicher Gegenstände".

Johann Wolf (Nürnberg, 26 de mayo de 1765-ib., 16 de febrero de 1824) fue un ornitólogo, pedagogo y naturalista alemán, miembro de la Deutsche Akademie der Naturforscher Leopoldina y fundador en 1801 de la Naturhistorische Gesellschaft Nürnberg.

## Obra
Entre sus libros se pueden enumerar:
- Neue methodische Vorschriften für Erziehungs- und Schulanstalten
- Naturgeschichte der Vögel Deutschlands
- Ein sicheres und wohlfeiles Mittel, Insekten schnell und ohne Verletzung zu tödten, Nürnberg, 1803
- Der Steinkrebs, Nürnberg, 1805
- Taschenbuch der Vogelkunde für Deutschland, Nürnberg 1810
- Abbildung und Beschreibung der Kreuzotter, Nürnberg 1815;
- Abbildungen und Beschreibung merkwürdiger naturwissenschaftlicher Gegenstände, 2 Bände, Nürnberg 1818–1822